# Барнетт, Дэвид
Дэвид Генри Барнетт (англ. David Henry Barnett), по другим источникам Джеффри Барнетт (1933 — 19 ноября 1993) — сотрудник ЦРУ, шифровальщик посольства США в Колумбии (г. Богота), агент советской разведки с 1970-х годов.

## Биография
Родился в 1933 году. В 1955 году окончил Мичиганский университет. Работал в ЦРУ в качестве аналитика с 1958 года, служил в Корпусе контрразведки. С 1965 года — в Оперативном департаменте. С 1967 года работал под дипломатическим прикрытием в Индонезии. В его задачи входила вербовка советских служащих. В результате проведённой США операции «Хабринк» в руки разведки попало большое число документации и часть образцов вооружения СССР, которое поставлялось Индонезии до произошедшего там военного переворота 1965 года.
В 1970 году уволился с действительной службы ЦРУ, но продолжал работу по контракту. Вернулся в Индонезию и открыл креветочный завод, после — занялся экспортом мебели. Однако к 1976 году Барнетт накопил долг в размере 100 тыс. долларов США.
В октябре 1976 года через советское посольство в Джакарте предложил своё сотрудничество разведке СССР. Он передал сотруднику КГБ детали операции «Хабринк», а также известные ему данные об операциях контрразведки США, сотрудниках ЦРУ в Индонезии, а также о планировавшейся вербовке сотрудников советского посольства в Сурабайе. По предложению советской разведки и после ряда поездок в Вашингтон Барнетт ликвидировал свой бизнес в Индонезии и вернулся в США в апреле 1978 года и с января 1979 года снова устраивается в ЦРУ временным сотрудником по контракту. В его обязанности в том числе входило обучение новых агентов.
Всего за время работы на советскую разведку он получил 92600 долларов США. Был выдан в 1979 году Владимиром Пигузовым. Арестован 18 марта 1980 года. Был осуждён 24 октября 1980 года (по другим источникам — 8 января 1981 года) на 18 лет тюрьмы. Отпущен на поруки в 1990 году.